# سه شاهزاده سرندیپ

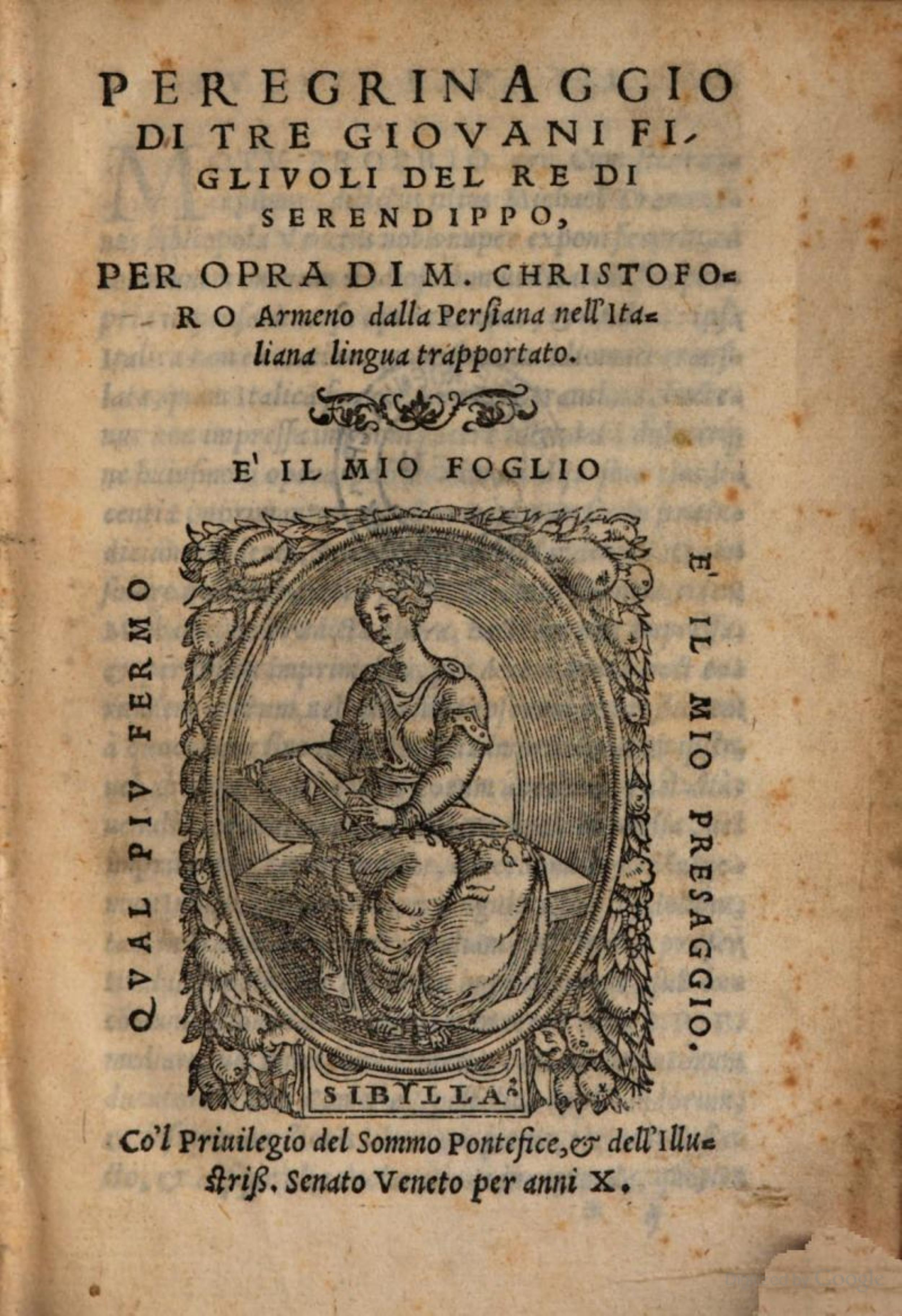
نقاشی پیشانی اثر کریستوفورو آرمنو، زیارت سه پسر جوان پادشاه سرندیپو

سه شاهزاده سرندیپ (انگلیسی: The Three Princes of Serendip) ترجمه داستانی است که  میکه‌له ترامزینو آن را به ایتالیایی در سال ۱۵۵۷ در ونیز نوشته‌است. ترامزینو به گفته خودش این داستان ایرانی را از شخص دیگری (کریستوفورو آرمنو) که آن را از کتاب هشت بهشت امیر خسرو دهلوی ترجمه کرده، شنیده‌است. این داستان ابتدا از زبان فرانسوی به زبان انگلیسی راه یافته و اکنون ترجمه‌های متعددی از آن موجود است. «سرندیپ» نام فارسی یا اردوی سری لانکا است که از واژه سوارنادویپا در زبان سانسکریت و در اصل از زبان تامیل به فارسی راه یافته و به معنی جزیره طلایی است. ریشه احتمالی دیگر این واژه ممکن است به واژه سیمهالادویپا بازگردد که به معنی سرزمین سیمهالی‌هاست.
این داستان در کشورهای انگلیسی زبان به عنوان منشأ واژه سرندیپیتی انگلیسی: Serendipity که به معنای «یافتن تصادفی» است، شهرت دارد. هورس والپول این واژه را از «داستانی عامیانه» که در آن سه شاهزاده ایرانی از روی «تصادف و تخیل» مشخصات شتر گمشده‌ای را حدس زدند، برساخت. همچنین این داستان در سال ۱۷۴۷ با سرگذشت متفاوتی توسط ولتر در کتاب زادیگ ذکر شده و از آن طریق به ادبیات پلیسی راه یافت و نیز به شناخت روش علمی یاری رساند.

## داستان شتر گمشده
پادشاهی سه پسر داشت که هر کدام در هوش و فراست و تیزبینی یگانه زمان بوده‌اند. باریک بینی این سه برادر در درک و تشخیص مطلب تا به حدی بود که هر چیزی از نظر تیزبین آنان می‌گذشت از اثر، پی به مؤثر می‌بردند و علل و جهات وجودی آن چیز را استنباط می‌کردند.
پادشاه پسران را برای کسب تجربه بیشتر به سفر فرستاد. در میانهٔ سفر به ساربانی برخوردند که دنبال شتر گمشده اش می‌گشت و از آنان نیز پرس وجو کرد، که آیا شترش را در مسیر خود دیده‌اند یا نه؟ اولی گفت: «مثل این که شتر تو از یک چشم کور بود». ساربان جواب داد: «بلی یک چشمش کور است». دومی گفت: «به نظر می‌رسد که یکی از دندان‌هایش هم شکسته باشد». ساربان تصدیق کرد. سومی گفت: «ظاهراً یک پایش هم لنگ بوده‌است». ساربان پاسخ داد: «آری همین‌طور است». به ساربان گفتند: «از همین راهی که ما آمده‌ایم برو تا به مقصود برسی و شتر را پیدا کنی»
ساربان با آن‌ها خداحافظی کرد و از راهی که آن‌ها نشان دادند به دنبال شتر گمشده رفت ولی هر چه بیشتر رفت بیشتر مأیوس شد و اثری از شتر نیافت. ناگزیر پس از طی مسافتی بازگشت و دوباره از آن سه برادر نشانی را خواست:
اولی پرسید: «مگر بار شتر تو روغن و شهد نبود»؟ گفت: «چرا». دومی سؤال کرد: «مگر زنی هم بر روی شتر سوار نبود»؟ ساربان با خوشحالی گفت: «آری چنین است». سومی گفت: «به گمان من آن زن باردار هم بود، این‌طور نیست؟» ساربان با تعجب جواب داد: «اتفاقاً همین‌طور است پس در این صورت برای من تردیدی باقی نمانده که شتر مرا شما دیدید»
| ساربان زان همه نشان درست |  | گرد شک را زپیش خاطر شست  |
| آگهی چون نداشت از فن شان |  | چنگ در زد سبک به دامنشان |

هر چه برادران سوگند خوردند که ما شتر را ندیده‌ایم و از روی تیزبینی و دقت نظر آن علامت‌ها و نشانی‌ها را گفتیم سودی نبخشید و ساربان از آن‌ها نزد حاکم شکایت برد.
حاکم راجع به نشانی هائی که از شتر نادیده داده بودند از آنان توضیح خواست که شما چگونه آن همه علامت و نشانی داده‌اید در حالی که شتر را اصلاً ندیده‌اید؟ اولی گفت: «حقیقت این است که از راهی که آمده بودیم علف‌های طرف راست جاده چریده شده بود ولی علف‌های جانب چپ جاده دست نخورده و برپای ایستاده بود لاجرم چنین دانستم که شتر را یک چشم کور بود که جانب چپ جاده را ندیده علف‌ها سالم مانده‌است».
دومی گفت: «شتر را عادت براینست که بوتهٔ علف را با دندان‌هایش یک جا از بیخ برمی‌کند و می‌خورد ولی چون در بوته‌های علف کنار جاده نقصان دندان در علف خوردن ظاهر بود پنداشتم که یکی از دندانهای شتر باید شکسته باشد».
برادر کوچک‌تر گفت: «درمسیر راه جای دو دست و یک پای شتر در حین راه رفتن عمق و فرورفتگی داشت ولی یکی از پاها را به زمین می‌کشید. از آن کشش معلومم شد یک پای شتر لنگ است.»
بار دیگر برادر بزرگتر گفت: «از هجوم مگس به وجود شهد پی بردم و از تراکم مورچه‌ها دانستم که یک لنگه دیگر از بار شتر روغن بوده‌است». دومی گفت: «این که تشخیص دادم زنی برشتر سوار است از آن جهت بود که در مسیر راه که ساربان شتر را خوابانیده بود اثر بول دیدم و از فاصلهٔ ناچیز بول بر روی زمین استنباط شد که آن اثر از زن است نه مرد.
برادر کوچک‌تر، که بر حمل و بارداری زن تشخیص داده بود اظهار داشت: «معمولاً آدمی وقتی که از زمین برمی‌خیزد به حکم ضرورت برای حفظ تعادل بدن فقط یک دست را بر زمین می‌گذارد و بلند می‌شود ولی چون در آن محل که ساربان شتر را خوابانیده بود اثر کف دو دست دیده شده‌است لذا استنباط کردم که آن زن باید باردار بوده باشد»:
| دیدم آنجا که نقش پایش بست |  | گشته پیدا بخاک نقش دو دست |
| گفتم آن حامل و گران بارست |  | کز زمین خاستنش دشوارست    |

تشریح و توصیف این علائم و اشارات، بهت و حیرت حاکم را دو چندان کرد و به تعظیم و بزرگی آنان کوشید.